# Paul van Capelleveen
Paul van Capelleveen (Nijmegen, 1960) is dichter en medewerker bij de Koninklijke Bibliotheek.

## Loopbaan
Van Capelleveen was enige jaren tegelijkertijd verbonden aan de KB en aan het Museum Meermanno, beide in Den Haag. Hij is auteur van een reeks boeken en artikelen, met name over boekgeschiedenis. Hij publiceerde ook gedichten die deels in beperkte oplagen zijn verschenen. In 1992 werd hij genomineerd voor de C. Buddingh'-prijs.